# Valentin Roberge
Valentin Roberge (Montreuil, 9 de junio de 1987) es un futbolista francés, nacionalizado chipriota, que juega en la demarcación de defensa para el AEK Larnaca de la Primera División de Chipre.

## Selección nacional
Hizo su debut con la selección de fútbol de Chipre en un partido de la Liga de Naciones de la UEFA 2022-23 contra Grecia que finalizó con un resultado de 1-0 tras el gol de Marinos Tzionis.

### Goles internacionales
| # | Fecha                    | Estadio                                | Oponente | Gol | Resultado | Competición                         |
| - | ------------------------ | -------------------------------------- | -------- | --- | --------- | ----------------------------------- |
| 1 | 27 de septiembre de 2022 | Estadio Fadil Vokrri, Pristina, Kosovo | Kosovo   | 4-1 | 5-1       | Liga de Naciones de la UEFA 2022-23 |

## Clubes
| Club                     | País       | Año       | Partidos | Goles |
| ------------------------ | ---------- | --------- | -------- | ----- |
| En Avant Guingamp "II"   | Francia    | 2006-2007 | 28       | 1     |
| Paris Saint-Germain "II" | Francia    | 2007-2008 | 31       | 0     |
| Aris Salónica F. C.      | Grecia     | 2008-2010 | 25       | 0     |
| C. S. Marítimo           | Portugal   | 2010-2013 | 96       | 3     |
| Sunderland A. F. C.      | Inglaterra | 2013-2014 | 13       | 1     |
| Stade de Reims (cedido)  | Francia    | 2014-2015 | 13       | 0     |
| Apollon Limassol F. C.   | Chipre     | 2016-2023 | 220      | 6     |
| AEK Larnaca              | Chipre     | 2023-     | 65       | 0     |

## Palmarés

### Títulos nacionales
| Título                     | Club                   | País   | Año  |
| -------------------------- | ---------------------- | ------ | ---- |
| Supercopa de Chipre        | Apollon Limassol F. C. | Chipre | 2016 |
| Copa de Chipre             | Apollon Limassol F. C. | Chipre | 2017 |
| Supercopa de Chipre        | Apollon Limassol F. C. | Chipre | 2017 |
| Primera División de Chipre | Apollon Limassol F. C. | Chipre | 2022 |
| Supercopa de Chipre        | Apollon Limassol F. C. | Chipre | 2022 |
| Copa de Chipre             | AEK Larnaca            | Chipre | 2025 |